# Анхуннефер
Анхуннефер I (др.-егип: ꜥnḫ-wn-nfr; «Да живёт Оннофрис», ок. ? — ум. ок. 186 до н. э.), также известный как Хаоннофрис или Анхмакис — преемник Хоруннефера, узурпатора, который контролировал большую часть Верхнего Египта во время правления  Птолемеев IV и V. Его правление длилось примерно с 200 по 186 гг. до н.э.

## Биография
Анхуннефер сменил Хоруннефера на посту фараона Верхнего Египта между 201 и 199 гг. до н. э.; точная дата остается неясной. Его происхождение также неизвестно, но он мог быть родственником Хоруннефера. Надпись в Филах намекает на то, что Анхуннефер был сыном Хоруннефера. В любом случае, Анхуннефер столкнулся с трудной ситуацией в начале своего правления. Хоруннефер был убит в битве, а повстанцы потеряли свою столицу Фивы либо незадолго до, либо после воцарения Анхуннефера. Птолемеевская армия держала гарнизоны не только в Фивах, но даже в городе Сиене, расположенном южнее. По словам египтолога Тоби Уилкинсона, Анхуннефер «смело» направил свои оставшиеся силы на север, где разграбил и опустошил как можно больше поселений, чтобы нарушить линии снабжения Птолемеев.
Мятежному фараону, вероятно, помогли вспыхнувшие новые антиптолемеевские восстания в дельте Нила и Пятая сирийская война между царством Птолемеев и империей Селевкидов. В 200 году до н. э. большая часть армии Птолемеев была уничтожена Селевкидами в битве при Паниуме; это позволило Анхуннеферу вновь укрепить свой режим. Наступление повстанцев на север привело к тому, что гарнизон Птолемеев вынужден был отступить из Фив в свои самые южные опорные пункты.
Несмотря на возвращение Фиваиды, Анхуннефер оставался осаждённым не только сторонниками Птолемеев, но и вторжением Кушского царства с юга. Последние использовали хаос в Египте для расширения своего царства вдоль Нила, особенно в районе, известном как Додекашойнс. В 197 или 196 году до н.э. Птолемеи начали контрнаступление и вновь захватили Ликополис (современный Асьют) в Дельте; этот город, возможно, удерживали или не удерживали повстанцы, верные Анхуннеферу (после этого Птолемей V был официально коронован фараоном в Мемфисе). Лишившись богатых областей в Северном Египте, силы Анхуннефера постепенно ослабли. Царство Куш также продолжало своё давление с юга. Армия Птолемеев продвигалась на юг, после тяжелых боев отвоевала провинцию Саути и в 191 году захватила Фивы. Анхвеннефер отступил к границе Куша и сумел привлечь на свою сторону нубийские войска. Историк Алан Б. Ллойд утверждает, что эти нубийцы, возможно, были заинтересованы в защите храмов Амуна в Фивах. Его последним оплотом могла быть Сиена. Война продолжалась до ок. 186 г. до н.э., когда египетско-нубийская армия Анхуннефера потерпела поражение. Сын Анхуннефера был убит в бою, но сам он попал в плен.
Анхуннефер был заключен в тюрьму, но, возможно, был амнистирован Птолемеем V после того, как египетские жрецы вступились за него. Многие южные повстанцы были амнистированы. В последующие месяцы птолемеевская армия уничтожила оставшихся повстанцев в Дельте.
В целом, о деталях его правления известно немного, так как большинство записей было уничтожено.